# Crataegus aprica
Crataegus aprica — вид рослин із родини трояндових (Rosaceae).

## Біоморфологічна характеристика
Це кущ чи мале дерево заввишки 20–30 дм, у рідкісних випадках до 60 дм. Гілочки ± гнучкі, новорослі оливково-зелені, рідко запушені, 1-річні червонувато-коричневі, запушені, старші темно-сіро-бурі, голі; колючки на гілочках прямі чи загнуті, 2-річні темно-сіро-коричневі, тонкі, 3–4 см. Листки: довжина ніжки 20–25 % пластини, крилата дистально, запушена, залозиста; пластина від ромбо-еліптичної до широко-еліптичної форми, 1.5–4 см; верхівка тупа, абаксіальна поверхня гола, адаксіальна ворсиста молодою, потім ± гола. Суцвіття 3–6-квіткові. Квітки 13–15 мм у діаметрі; чашолистки вузько-трикутні, 4 мм. Яблука червоні або червонувато-помаранчеві, круглі, 9–15 мм у діаметрі, рідко-волохаті. Цвітіння: квітень–травень; плодоношення: вересень-жовтень.

## Середовище проживання
Зростає на південному сході США — Алабама, Флорида, Джорджія, Північна Кароліна, Південна Кароліна, Теннессі, Вірджинія.
Населяє відкриті чагарники; на висотах 20–800 метрів.

## Використання
Плоди вживають сирими чи приготовленими. Їх також можна використовувати для приготування пирогів, консервів тощо, а також можна висушити для подальшого використання. Плід солодкий і досить соковитий.
Хоча конкретних згадок про цей вид не було помічено, плоди і квіти багатьох глоду добре відомі в трав'яній народній медицині як тонізувальний засіб для серця, і сучасні дослідження підтвердили це використання.